# Відносини Єгипет — Європейський Союз
Відносини Єгипту та Європейського Союзу — це зовнішні відносини між країною Арабською Республікою Єгипет і Європейським Союзом.
Під егідою Глобальної середземноморської політики (GMP), започаткованої у 1972, у січні 1977 підписано угоду між Європейським економічним співтовариством та Єгиптом. прогрес у відносинах між ЄС і Єгиптом, що призвело до нової угоди про асоціацію, підписаної 25 червня 2001 в контексті Барселонського процесу, яка набула чинності в червні 2004. Також було прийнято План дій ЄС-Єгипет, який набрав чинности в 2007.
Спалах «арабської весни» кинув виклик традиційній політиці ЄС у регіоні, орієнтованої на стабільність, яка була передана підтримкою авторитарних правителів, у тому числі Єгипту Хосні Мубарака, що в кінцевому підсумку призвело до переоцінки зовнішньої політики ЄС у регіоні.
Обидві сторони є членами Середземноморської унії.

## Хронологія відносин з ЄС
| Дата                | Подія |
| ------------------- | --- |
| 25 червня 2001 року | ЄС та Єгипет підписали Угоду про асоціацію                                                                                      |
| Червень 2004 року   | Угода про асоціацію набуває чинності                                                                                            |
| Березень 2007 року  | Прийнято План дій Європейської політики сусідства                                                                               |
| 2016 рік            | ЄС та Єгипет розпочали діалог щодо майбутніх пріоритетів партнерства відповідно до переглянутої Європейської політики сусідства |

### Цитати
1. 1 2 3 4  KEY MILESTONES EGYPT (PDF). European Commission. 1 вересня 2016. Процитовано 5 вересня 2020.